# 赵王陵
赵王陵或称三陵陵墓、三陵墓群、温窑灵台，中国战国时期赵国君主墓葬。位于邯郸西北15-20千米处，即丛台区与永年区接壤处的紫山东麓丘陵地区，共5座陵墓：包括丛台区三陵乡三座及永年区温窑村二座。
由于五座赵王陵依山而建，坐西向东，气势恢宏，被世人称为“东方的金字塔”。虽然经历2300多年的自然侵蚀和人为损坏，地面建筑只存遗址和碎砖烂瓦，但整个陵台、陵墓封土、墓台、神道等保存十分完整。赵王陵在中国国内是年代最早、最为集中完整、规模最大的帝王陵。2000年被国务院公布为第五批全国重点文物保护单位。

## 陵墓分布
赵王陵位于城区西北部丘陵地区，一共有五组，分别筑在五个小山头上，南3组在今丛台区陈三陵村和周窑村，北2组在永年区温窑村。虽然分属两地，实际上地界相连，属于一个陵墓区。
- 1号陵，在陈三陵村东北，封土底径57x47米，墓东南有陪葬墓1座。
- 2号陵，在陈三陵村西北，有高大封土古墓2座，墓北有陪葬1座。
- 3号陵，在周窑村东，有高大封土古墓3座，墓的周围有夯土围墙，略呈方形，近五百米。
- 5号陵，或称张窑陵台，在村北温窑和张窑村的水岭上，是五座陵台中最大的一处，封土堆在陵台中部，陵台南北长340米，东西宽216米，陵台高出地表28米，长款为49x47米，高约3米。
- 4号陵，或称温窑陵台，在温窑村西，北近石山，南临河谷，封土堆两个，均在陵台中部，一大一小，南北并列。南封土堆底径为39×37米，北封土堆底径为43×30米，高约6米。

## 布局及形制
这五组陵墓均坐西朝东，由陵台，封土，围墙，大路，神道、主墓、陪葬坑、陪葬墓、还有享堂建筑址组成。而且都建在丘岭之上，更能显示出王陵建筑的宏大气派。陵台将山顶削平整修而成，多呈覆斗形方台体，顶面南北长156-342米、东西宽74-215米，周边均经夯打加固，原筑土墙或回廊式宫垣、东侧设有门阙。神道均位于陵台东部，呈斜坡状，长130-290米、宽60-70米，主墓居台顶中部。陵墓均以山为道并筑有大型陵台，四周设公垣墙，东侧设斜坡状神道。墓葬结构至少可分竖穴木椁式和崖洞式两种。陵台上多有车马等陪葬坑，陵台下均有数量不等的陪葬墓，主陵与陪葬墓主次分明。其建筑基址多位于陵台顶部西北角及其下侧。

## 墓主人
从赵敬候迁都邯郸后，一共传了八代君王，八代国君的陵墓，《史记》记载了三个，赵肃侯的寿陵，徐广说“在常山”；赵武灵王的陵墓，《正义》称“在蔚州灵邱县”；赵王迁，《正义》引《淮南子》说被秦军俘获后“流放于房陵”，在房州房陵县西九里。其他五个侯王地方志偶有记载外不见史籍。陵区中的陵台恰好是五座，有可能就是赵敬候，赵成侯，赵惠文王，赵孝成王，赵悼襄王五人的墓陵。但是五座陵台中有两座上面是两堆封土，可能是夫妇合葬或者赵肃侯、赵武灵王也葬在其中，而且后一种的可能性更大，这是因为赵肃侯时期常山地属中山国，赵肃侯不可能把自己陵墓建在敌国内部，赵武灵王死在沙丘，不可能远葬在千里之外的灵邱。

## 被盗情况
由于赵王陵的历史悠久和陪葬品的珍贵，历朝历代都有盗墓贼对赵王陵蠢蠢欲动，邯郸民间传说赵王陵有无数珍宝，但不知赵王陵在哪儿，“七十二陵八十二台，不知赵王哪里埋”，这句俗语在邯郸当地流传甚广。盗墓贼盗取走了大量的青铜器、玉器、瓷器、金陵玉衣散片、铜铺首、金牌饰、车马器构件等珍贵文物。但是近年来，邯郸市加强了对陵区的管理，抓获了不少涉嫌盗取陵墓的犯罪分子，特别是1998年将走私到英国的青铜马等一批国家一级文物追回。